# 리지헝
리지헝(이기항, 중국어 간체자: 李纪恒, 1957년 1월 ~ )은 중화인민공화국의 정치인이다. 윈난성 성장과 원난 성 당위원회 서기를 거쳐 현재 내몽골 자치구 당위원회 서기이다.

## 생애
광시 좡족 자치구 구이강시 출신으로 광시대학 중국문학부를 졸업했다. 1979년 8월 중국 공산당에 입당했고 1980년 9월, 중국 공산당 구이강시 시위원회 선전부를 시작으로 정치의 길을 걷기 시작했다. 이후 리지헝은 광시 좡족 자치구에서 오랫동안 머물며 현 당위원회 부서기와 서기, 지역위원회 부서기와 행공처 부전원, 전원, 지역위 서기 등을 역임했다. 1997년 8월 중국공산당 위린시 시위원회 서기를 거쳐 같은해 9월 중국공산당 15차 인민대표대회에서 중국공산당 중앙후보위원으로 당선되었고 중국공산당 광시 좡족 자치구 당위원회 상무위원으로 진입했다. 2001년 중국 난닝시 시위원회 서기와 2003년 광시 좡족 자치구 자치구위원회 부서기를 지냈다.
2006년 7월, 리지헝은 자신의 고향 광시 좡족 자치구에서 윈난성으로 자리를 옮겨 윈난성 성위원회 부서기를 지냈고 2011년 8월, 윈난성 성장으로 지명되었고 2012년 2월 윈난성 성장으로 선출되었다. 2014년 10월, 윈난성 성위원회 서기로 선출되었고 2016년 8월까지 재임했다.
2016년 8월부터 내몽골 자치구 당위원회 서기를 맡고 있다.